# 23 Аугуст (Караш-Северін)
23 Аугуст, Доуезеч-ші-Трей-Аугуст (рум. 23 August) — село у повіті Караш-Северін в Румунії. Входить до складу комуни Зевой.

## Географія
Село розташоване на відстані 314 км на північний захід від Бухареста, 46 км на північний схід від Решиці, 94 км на схід від Тімішоари.

### Клімат
| Клімат 23 Аугуста       | Клімат 23 Аугуста | Клімат 23 Аугуста | Клімат 23 Аугуста | Клімат 23 Аугуста | Клімат 23 Аугуста | Клімат 23 Аугуста | Клімат 23 Аугуста | Клімат 23 Аугуста | Клімат 23 Аугуста | Клімат 23 Аугуста | Клімат 23 Аугуста | Клімат 23 Аугуста | Клімат 23 Аугуста |
| Показник                | Січ.              | Лют.              | Бер.              | Квіт.             | Трав.             | Черв.             | Лип.              | Серп.             | Вер.              | Жовт.             | Лист.             | Груд.             | Рік               |
| Середній максимум, °C   | 2,3               | 5,6               | 11,9              | 17,6              | 22,8              | 25,7              | 27,8              | 27,6              | 24,0              | 18,1              | 10,3              | 4,2               | 16,5              |
| Середня температура, °C | −1,6              | 1,2               | 5,8               | 11,2              | 16,3              | 19,4              | 21,1              | 20,4              | 16,5              | 11,0              | 5,6               | 0,8               | 10,6              |
| Середній мінімум, °C    | −4,8              | −2,3              | 1,2               | 5,8               | 10,1              | 13,4              | 14,6              | 14,3              | 11,2              | 6,2               | 2,1               | −1,7              | 5,8               |
| Днів з опадами          | 7                 | 7                 | 7                 | 8                 | 9                 | 10                | 7                 | 6                 | 6                 | 5                 | 8                 | 9                 | 89                |
| ----------------------- | ----------------- | ----------------- | ----------------- | ----------------- | ----------------- | ----------------- | ----------------- | ----------------- | ----------------- | ----------------- | ----------------- | ----------------- | ----------------- |
| Джерело: www.yr.no      |                   |                   |                   |                   |                   |                   |                   |                   |                   |                   |                   |                   |                   |

## Населення
За даними перепису населення 2002 року у селі проживала 621 особа.
Національний склад населення села:
| Національність | Кількість осіб | Відсоток |
| -------------- | -------------- | -------- |
| румуни         | 574            | 92,4 %   |
| цигани         | 23             | 3,7 %    |
| німці          | 11             | 1,8 %    |
| угорці         | 10             | 1,6 %    |

Рідною мовою назвали:
| Мова      | Кількість осіб | Відсоток |
| --------- | -------------- | -------- |
| румунська | 591            | 95,2 %   |
| циганська | 14             | 2,3 %    |
| угорська  | 8              | 1,3 %    |
| німецька  | 6              | 1,0 %    |